# Pradilla de Ebro (kommunhuvudort)
Pradilla de Ebro är en kommunhuvudort i Spanien.   Den ligger i provinsen Provincia de Zaragoza och regionen Aragonien, i den nordöstra delen av landet, 260 km nordost om huvudstaden Madrid. Pradilla de Ebro ligger 231 meter över havet och antalet invånare är 644.
Terrängen runt Pradilla de Ebro är huvudsakligen platt, men österut är den kuperad. Runt Pradilla de Ebro är det ganska glesbefolkat, med 30 invånare per kvadratkilometer. Närmaste större samhälle är Gallur, 4,4 km väster om Pradilla de Ebro. Trakten runt Pradilla de Ebro består till största delen av jordbruksmark.